# فن روماني
يُشير الفن الروماني إلى الفنون المرئية التي أُنتجت في روما القديمة وفي مناطق الإمبراطورية الرومانية. يشمل الفن الروماني كلًا من العمارة والرسم والنحت والأعمال الفسيفسائية. تُعتبر الأشياء الفخمة في الأعمال المعدنية ونقش الأحجار الكريمة والمنحوتات العاجية والزجاج في المعنى الحديث أشكالًا بسيطة من الفن الروماني، على الرغم من أن هذا لم يكن بالضرورة الحال بالنسبة للمعاصرين. ربما اعتُبر النحت من أعلى أشكال الفن عند الرومان، لكن رسم الأجساد حظي بتقدير كبير أيضًا. امتلك النموذجان معدلات متباينة فيما يتعلق بالبقاء إلى يومنا هذا، إذ بقيت مجموعة من منحوتات الأجساد كبيرة الحجم والتي تعود إلى القرن الأول قبل الميلاد، بينما بقيت قلة قليلة من اللوحات فقط، وربما لم يعتبر المعاصرون أن أيًا منها ينتمي لمستوى عال من الجودة.
لم يكن الفخار الروماني القديم منتجًا فاخرًا، لكن مجموعة كبيرة من «الأواني الجميلة» كانت قد أُنتجت على نمط تيرا سيجيلاتا مع نقوش تعكس أحدث الأذواق، وزُود المجتمع بمجموعة كبيرة وأنيقة منها بأسعار مقبولة. نجت أعداد هائلة من العملات الرومانية التي شكلت وسيلة هامة للدعاية.

## مقدمة
تدعي النظرة التقليدية السائدة أن الفنانين الرومانيين القدماء استعاروا في كثير من الأحيان من نماذج يونانية سابقة وعملوا على نسخها (معظم التماثيل اليونانية المعروفة اليوم توجد على شكل نسخ رخامية رومانية)، إلا أن تحليلًا أكثر حداثة يشير إلى أن الفن الروماني إبداعي للغاية ويحاكي بشكل كبير النماذج اليونانية، لكنه يشمل أيضًا على الإتروسكانية والإيطالية الأصلية وحتى الثقافة البصرية المصرية. يتميز الفن الروماني بانتقائية الأسلوب والتطبيق العملي.
سجل بلينين مؤرخ روما القديمة الأكثر أهمية كل ما يتعلق بالفنون، وأشار إلى أن الفن بجميع أشكاله تقريبًا –النحت والمناظر الطبيعية ولوحات البورتريه وحتى لوحات النوع- كان متقدمًا في العصر اليوناني، حتى أنه كان في بعض الحالات أكثر تقدمًا مما هو عليه في روما. على الرغم من أن القليل جدًا من اللوحات الجدارية ولوحات البورتريه اليونانية تمكنت من النجاة، إلا أن فن النحت اليوناني ولوحات إناء الزهور يؤكدان هذا الأمر. لا يمكن للفنانين الرومان تجاوز هذه الأشكال من ناحية دقة التصميم أو التنفيذ. يشير إلى بيرايكوس كمثال آخر على «العصر الذهبي» المفقود، «لم يتمكن سوى القليل من تجاوز فنه...رسم محلات الحلاقة وأكشاك الأحذية والحمير والخضراوات وغيرها، ولهذا فقد سُمي [رسام الموضوعات المبتذلة]، مع ذلك، اعتُبرت هذه الأعمال مبهجة تمامًا، وقد بيعت بأسعار أعلى من أسعار أعظم اللوحات لفنانين آخرين». تُستخدم صفة «مبتذل» هنا في معناها الأصلي، وهو ما يعني «شائع».
كانت السوابق اليونانية للفن الروماني أسطورية. يعد بوليغنوتوس أشهر الفنانين اليونانيين في منتصف القرن الخامس قبل الميلاد، اشتهر بلوحاته الجدارية، بينما عُرف أبولودور بمؤسس الجلاء والقتمة. يعود الفضل في تطوير أسلوب واقعي إلى زيوكس وبارهاسيوس، اللذين قيل إنهما كانا يتنافسان على الأساطير اليونانية القديمة في عرض شجاع لمواهبهما، وهي أوصاف التاريخ الأولى للوحة الترمبلوي. يعد كل من سكوباس وبراكسيتيليز وفيدياس وليسبوس النحاتين الأوائل. يبدو أن الفنانين الرومان امتلكوا الكثير من الفن اليوناني القديم لنسخه، لأن التجارة في الفن كانت نشطة في جميع أنحاء الإمبراطورية، وكثير من التراث الفني اليوناني وجد طريقه إلى الفن الروماني من خلال الكتب والتدريس. من المعروف أن الأطروحات اليونانية القديمة عن الفنون كانت موجودة في العصر الروماني، رغم أنها ضاعت اليوم. جاء العديد من الفنانين الرومان من المستعمرات والمقاطعات اليونانية.
يتحدث عدد كبير من النسخ الرومانية للفن اليوناني عن تقدير الفنانين الرومان للفن اليوناني، وربما عن ندرته وجودته العالية. عمل الفنانون اليونانيون القدماء على تطوير وتحسين العديد من الأشكال الفنية والأساليب المستخدمة من قبل الرومان مثل المنحوتات وصب البرونز وفن المزهرية والفسيفساء والنقش وفن النقود المعدنية والمجوهرات الجميلة والأشغال المعدنية والنحت الجنائزي ورسم المنظور والكاريكاتير والرسم النوعي والبورتريه ورسم المناظر الطبيعية والنحت المعماري ولوحة الترمبلوي. هناك استثناء واحد هو تمثال نصفي روماني، لم يشمل الكتفين. قد يكون التمثال النصفي التقليدي من النمط أو الشكل الإتروسكاني أو الروماني المبكر. استُخدمت جميع التقنيات والأساليب الفنية لفناني عصر النهضة تقريبًا بعد 1990 عام من قبل فنانين يونانيين قدماء، مع استثناءات بارزة من الألوان الزيتية ومنظور رياضي دقيق. حظي الفنانون اليونانيون بتقدير كبير في مجتمعهم، في الوقت الذي كان فيه معظم الفنانين الرومان مجهولين ويعاملون بصفتهم تجارًا. لا يوجد تسجيل لسادة الفن الروماني العظماء كما هو الحال في اليونان القديمة، ولا توجد أعمال موقعة. قدس الإغريق الصفات الجمالية للفن العظيم، وكتبوا عن النظرية الفنية على نطاق واسع، بينما اعتُبر الفن الروماني أكثر زخرفية وكان يدل على الوضع والثروة، ولم يشكل موضوعًا مهمًا للعلماء أو الفلاسفة.
اتخذ الفن في روما القديمة هدفًا أوسع وأحيانًا أكثر نفعًا، نظرًا لحقيقة أن المدن الرومانية كانت أكبر بكثير من دول المدن اليونانية من ناحية السلطة والسكان. استوعبت الثقافة الرومانية العديد من الثقافات وكانت في الغالب متسامحة مع أساليب الشعوب التي غُزيت. كُلف الفن الروماني وعُرض وامتُلك بكميات أكبر بكثير وتكيف مع استخدامات أكثر مما كانت عليه في العصر اليوناني. كان الرومان الأثرياء أكثر مادية، فزينوا جدرانهم بالفن ومنازلهم بأشياء مزخرفة وأنفسهم بالمجوهرات الراقية.
ازدهرت أعمال الرسم على الجدران والسقف والفسيفساء إلى جانب التماثيل الجنائزية في العصر المسيحي للإمبراطورية المتأخرة، من 350 إلى 500 م، في حين تلاشى النحت بالحجم الكامل في اللوحة المستديرة، ويعود ذلك على الأرجح لأسباب دينية. دمج الفن الروماني التأثيرات الشرقية لإنتاج النمط البيزنطي للإمبراطورية المتأخرة، عندما نقل قسطنطين عاصمة الإمبراطورية إلى بيزنطة (سميت بالقسطنطينية). انتقل الحرفيون إلى العاصمة الشرقية ووجدوا عملًا فيها عند إقالة روما في القرن الخامس. وظفت كنيسة آيا صوفيا في القسطنطينية ما يقارب 10000 عامل وفنان، في انفجار أخير للفن الروماني في عهد الإمبراطور جستنيان (527- 565 م)، الذي أمر أيضًا بإنشاء فسيفساء باسليكا سان فيتالي في مدينة رافينا.